# Coppa del Mondo di snowboard 2024
La Coppa del Mondo di snowboard 2024 è stata la trentesima edizione della manifestazione organizzata dalla Federazione Internazionale Sci e Snowboard; ha avuto inizio il 21 ottobre 2023 a Coira, in Svizzera, e si è conclusa il 24 marzo 2024 a Mont-Sainte-Anne, in Canada. Durante la stagione si sono tenuti ad Aspen, negli Stati Uniti d'America, i Winter X Games XXVIII, non validi ai fini della Coppa del Mondo. In seguito all'invasione dell'Ucraina, gli atleti russi e bielorussi sono stati esclusi dalle competizioni.
Sia in campo maschile che in campo femminile sono state assegnate due Coppe del Mondo generali: una Coppa del Mondo di parallelo (che ha compreso le discipline slalom parallelo e gigante parallelo) e una Coppa del Mondo generale di freestyle (che ha compreso halfpipe, big air e slopestyle). Furono inoltre assegnate dodici coppe di specialità, sei maschili e altrettante femminili, per ognuna disciplina (le cinque già citate e lo snowboard cross). Infine sono state stilate le classifiche per nazioni. 
In campo maschile l'austriaco Benjamin Karl ha vinto la Coppa del Mondo generale di parallelo e l'australiano Valentino Guseli quella di freestyle (di cui era detentore uscente). Per quanto riguarda le coppe di specialità Karl ha vinto anche la Coppa del Mondo di slalom gigante parallelo, mentre il sudcoreano Lee Sang-ho quella di slalom parallelo. I canadesi Éliot Grondin e Liam Brearley si sono aggiudicati rispettivamente i trofei di snowboard cross e di slopestyle, mentre i giapponesi Ruka Hirano e Kira Kimura quelli di halfpipe e di big air.
In campo femminile la tedesca Ramona Theresia Hofmeister ha vinto la Coppa del Mondo generale di parallelo e la giapponese Kokomo Murase quella di freestyle. Hofmeister ha vinto anche le coppe di slalom gigante parallelo e di slalom parallelo, mentre la francese Chloé Trespeuch si è aggiudicata il trofeo di snowboard cross. Murase ha vinto quello di slopestyle, la sua connazionale Mitsuki Ono quello di halfpipe e la britannica Mia Brookes quello di big air.
L'austriaco Fabian Obmann e la svizzera Julie Zogg erano i detentori uscenti delle due Coppe del Mondo generali di parallelo, mentre Ono deteneva quella di freestyle.

## Uomini

### Risultati
| Data             | Località          | Nazione     | Spec. | Primo               | Secondo             | Terzo               |
| ---------------- | ----------------- | ----------- | ----- | ------------------- | ------------------- | ------------------- |
| 21 ottobre 2023  | Coira             | Svizzera    | BA    | Hiroto Ogiwara      | Kira Kimura         | Takeru Ōtsuka       |
| 2 dicembre 2023  | Pechino           | Cina        | BA    | Su Yiming           | Ryōma Kimata        | Kira Kimura         |
| 3 dicembre 2023  | Les Deux Alpes    | Francia     | SBX   | Éliot Grondin       | Alessandro Hämmerle | Lucas Eguibar       |
| 8 dicembre 2023  | Secret Garden     | Cina        | HP    | Scotty James        | Ruka Hirano         | Lee Chae-un         |
| 10 dicembre 2023 | Edmonton          | Canada      | BA    | Taiga Hasegawa      | Su Yiming           | Redmond Gerard      |
| 14 dicembre 2023 | Carezza al Lago   | Italia      | PGS   | Maurizio Bormolini  | Edwin Coratti       | Benjamin Karl       |
| 15 dicembre 2023 | Copper Mountain   | Stati Uniti | BA    | Hiroaki Kunitake    | Sam Vermaat         | Redmond Gerard      |
| 16 dicembre 2023 | Copper Mountain   | Stati Uniti | HP    | Ayumu Hirano        | Lee Chae-un         | Yūto Totsuka        |
| 16 dicembre 2023 | Cervinia          | Italia      | SBX   | Alessandro Hämmerle | Adam Lambert        | Éliot Grondin       |
| 16 dicembre 2023 | Cortina d'Ampezzo | Italia      | PGS   | Benjamin Karl       | Andreas Prommegger  | Roland Fischnaller  |
| 23 dicembre 2023 | Davos             | Svizzera    | PSL   | Daniele Bagozza     | Arvid Auner         | Edwin Coratti       |
| 13 gennaio 2024  | Scuol             | Svizzera    | PGS   | Benjamin Karl       | Tim Mastnak         | Andreas Prommegger  |
| 16 gennaio 2024  | Bad Gastein       | Austria     | PSL   | Maurizio Bormolini  | Arvid Auner         | Fabian Obmann       |
| 20 gennaio 2024  | Laax              | Svizzera    | SBS   | Liam Brearley       | Ryōma Kimata        | Cameron Spalding    |
| 20 gennaio 2024  | Laax              | Svizzera    | HP    | Scotty James        | Valentino Guseli    | Ruka Hirano         |
| 20 gennaio 2024  | Pamporovo         | Bulgaria    | PSL   | Daniele Bagozza     | Edwin Coratti       | Radoslav Jankov     |
| 21 gennaio 2024  | Pamporovo         | Bulgaria    | PSL   | Lee Sang-ho         | Andreas Prommegger  | Fabian Obmann       |
| 25 gennaio 2024  | Rogla             | Slovenia    | PGS   | Benjamin Karl       | Aaron March         | Mirko Felicetti     |
| 26 gennaio 2024  | Sankt Moritz      | Svizzera    | SBX   | Éliot Grondin       | Kalle Koblet        | Omar Visintin       |
| 27 gennaio 2024  | Simonhöhe         | Austria     | PGS   | Daniele Bagozza     | Benjamin Karl       | Fabian Obmann       |
| 3 febbraio 2024  | Mammoth Mountain  | Stati Uniti | HP    | Yūto Totsuka        | Ruka Hirano         | Kaishu Hirano       |
| 3 febbraio 2024  | Gudauri           | Georgia     | SBX   | Éliot Grondin       | Cameron Bolton      | Alessandro Hämmerle |
| 4 febbraio 2024  | Gudauri           | Georgia     | SBX   | Éliot Grondin       | Cameron Bolton      | Omar Visintin       |
| 10 febbraio 2024 | Calgary           | Canada      | HP    | Valentino Guseli    | Ruka Hirano         | Shuichiro Shigeno   |
| 24 febbraio 2024 | Krynica-Zdrój     | Polonia     | PGS   | Andreas Prommegger  | Roland Fischnaller  | Daniele Bagozza     |
| 25 febbraio 2024 | Krynica-Zdrój     | Polonia     | PGS   | Arvid Auner         | Maurizio Bormolini  | Alexander Payer     |
| 2 marzo 2024     | Sierra Nevada     | Spagna      | SBX   | Leon Ulbricht       | Éliot Grondin       | Jake Vedder         |
| 3 marzo 2024     | Sierra Nevada     | Spagna      | SBX   | Merlin Surget       | Éliot Grondin       | Jakob Dusek         |
| 9 marzo 2024     | Winterberg        | Germania    | PSL   | Lee Sang-ho         | Andreas Prommegger  | Maurizio Bormolini  |
| 9 marzo 2024     | Cortina d'Ampezzo | Italia      | SBX   | Éliot Grondin       | Jake Vedder         | Jarryd Hughes       |
| 15 marzo 2024    | Tignes            | Francia     | SBS   | Ryōma Kimata        | Romain Allemand     | Taiga Hasegawa      |
| 16 marzo 2024    | Montafon          | Austria     | SBX   | Alessandro Hämmerle | Léo Le Blé Jaques   | Julian Lüftner      |
| 17 marzo 2024    | Montafon          | Austria     | SBX   | Alessandro Hämmerle | Jakob Dusek         | Merlin Surget       |
| 23 marzo 2024    | Silvaplana        | Svizzera    | SBS   | Liam Brearley       | Taiga Hasegawa      | Valentino Guseli    |
| 23 marzo 2024    | Mont-Sainte-Anne  | Canada      | SBX   | Éliot Grondin       | Cameron Bolton      | Radek Houser        |
| 24 marzo 2024    | Mont-Sainte-Anne  | Canada      | SBX   | Éliot Grondin       | Cameron Bolton      | Leon Ulbricht       |

Legenda: 

PGS = Slalom gigante parallelo 

PSL = Slalom parallelo 

SBX = Snowboard cross 

HP = Halfpipe 

SBS = Slopestyle 

BA = Big air

### Classifiche

#### Generale parallelo
| Pos. | Nome               | Nazione       | Punti |
| ---- | ------------------ | ------------- | ----- |
| 1    | Benjamin Karl      | Austria       | 626   |
| 2    | Andreas Prommegger | Austria       | 560   |
| 3    | Maurizio Bormolini | Italia        | 548   |
| 4    | Daniele Bagozza    | Italia        | 508   |
| 5    | Lee Sang-ho        | Corea del Sud | 477   |
| 6    | Edwin Coratti      | Italia        | 468   |
| 7    | Arvid Auner        | Austria       | 456   |
| 8    | Fabian Obmann      | Austria       | 421   |
| 9    | Roland Fischnaller | Italia        | 402   |
| 10   | Aaron March        | Italia        | 376   |

#### Generale freestyle
| Pos. | Nome              | Nazione   | Punti |
| ---- | ----------------- | --------- | ----- |
| 3    | Valentino Guseli  | Australia | 350   |
| 2    | Ryōma Kimata      | Giappone  | 340   |
| 3    | Ruka Hirano       | Giappone  | 326   |
| 4    | Liam Brearley     | Canada    | 311   |
| 5    | Taiga Hasegawa    | Giappone  | 308   |
| 6    | Kira Kimura       | Giappone  | 232   |
| 7    | Shuichiro Shigeno | Giappone  | 230   |
| 8    | Scotty James      | Australia | 229   |
| 9    | Yūto Totsuka      | Giappone  | 229   |
| 9    | Su Yiming         | Cina      | 225   |

#### Gigante parallelo
| Pos. | Nome               | Nazione | Punti |
| ---- | ------------------ | ------- | ----- |
| 1    | Benjamin Karl      | Austria | 489   |
| 2    | Andreas Prommegger | Austria | 329   |
| 3    | Roland Fischnaller | Italia  | 308   |
| 4    | Maurizio Bormolini | Italia  | 304   |
| 5    | Edwin Coratti      | Italia  | 257   |

#### Slalom parallelo
| Pos. | Nome               | Nazione       | Punti |
| ---- | ------------------ | ------------- | ----- |
| 1    | Lee Sang-ho        | Corea del Sud | 313   |
| 2    | Daniele Bagozza    | Italia        | 252   |
| 3    | Maurizio Bormolini | Italia        | 244   |
| 4    | Arvid Auner        | Austria       | 243   |
| 5    | Andreas Prommegger | Austria       | 231   |

#### Snowboard cross
| Pos. | Nome                | Nazione   | Punti |
| ---- | ------------------- | --------- | ----- |
| 1    | Éliot Grondin       | Canada    | 952   |
| 2    | Alessandro Hämmerle | Austria   | 604   |
| 3    | Cameron Bolton      | Australia | 552   |
| 4    | Merlin Surget       | Francia   | 383   |
| 5    | Omar Visintin       | Italia    | 357   |

#### Halfpipe
| Pos. | Nome              | Nazione   | Punti |
| ---- | ----------------- | --------- | ----- |
| 1    | Ruka Hirano       | Giappone  | 300   |
| 2    | Valentino Guseli  | Australia | 230   |
| 3    | Scotty James      | Australia | 229   |
| 4    | Yūto Totsuka      | Giappone  | 229   |
| 5    | Shuichiro Shigeno | Giappone  | 190   |

#### Slopestyle
| Pos. | Nome             | Nazione       | Punti |
| ---- | ---------------- | ------------- | ----- |
| 1    | Liam Brearley    | Canada        | 229   |
| 2    | Ryōma Kimata     | Giappone      | 180   |
| 3    | Taiga Hasegawa   | Giappone      | 140   |
| 4    | Cameron Spalding | Canada        | 112   |
| 4    | Tiarn Collins    | Nuova Zelanda | 90    |

#### Big air
| Pos. | Nome             | Nazione  | Punti |
| ---- | ---------------- | -------- | ----- |
| 1    | Kira Kimura      | Giappone | 196   |
| 2    | Su Yiming        | Cina     | 180   |
| 3    | Taiga Hasegawa   | Giappone | 168   |
| 4    | Ryōma Kimata     | Giappone | 160   |
| 5    | Hiroaki Kunitake | Giappone | 148   |

## Donne

### Risultati
| Data             | Località          | Nazione     | Spec. | Primo                      | Secondo                    | Terzo             |
| ---------------- | ----------------- | ----------- | ----- | -------------------------- | -------------------------- | ----------------- |
| 21 ottobre 2023  | Coira             | Svizzera    | BA    | Kokomo Murase              | Reira Iwabuchi             | Mia Brookes       |
| 2 dicembre 2023  | Pechino           | Cina        | BA    | Anna Gasser                | Tess Coady                 | Miyabi Onitsuka   |
| 3 dicembre 2023  | Les Deux Alpes    | Francia     | SBX   | Chloé Trespeuch            | Michela Moioli             | Belle Brockhoff   |
| 8 dicembre 2023  | Secret Garden     | Cina        | HP    | Cai Xuetong                | Liu Jiayu                  | Maddie Mastro     |
| 10 dicembre 2023 | Edmonton          | Canada      | BA    | Zoi Sadowski-Synnot        | Mia Brookes                | Anna Gasser       |
| 14 dicembre 2023 | Carezza al Lago   | Italia      | PGS   | Ramona Theresia Hofmeister | Daniela Ulbing             | Tsubaki Miki      |
| 15 dicembre 2023 | Copper Mountain   | Stati Uniti | BA    | Kokomo Murase              | Mari Fukada                | Mia Brookes       |
| 16 dicembre 2023 | Copper Mountain   | Stati Uniti | HP    | Choi Gaon                  | Mitsuki Ono                | Maddie Mastro     |
| 16 dicembre 2023 | Cervinia          | Italia      | SBX   | Sina Siegenthaler          | Belle Brockhoff            | Josie Baff        |
| 16 dicembre 2023 | Cortina d'Ampezzo | Italia      | PGS   | Ramona Theresia Hofmeister | Lucia Dalmasso             | Sabine Schöffmann |
| 23 dicembre 2023 | Davos             | Svizzera    | PSL   | Ramona Theresia Hofmeister | Lucia Dalmasso             | Sabine Schöffmann |
| 13 gennaio 2024  | Scuol             | Svizzera    | PGS   | Lucia Dalmasso             | Jasmin Coratti             | Tsubaki Miki      |
| 16 gennaio 2024  | Bad Gastein       | Austria     | PSL   | Ramona Theresia Hofmeister | Sabine Schöffmann          | Jasmin Coratti    |
| 20 gennaio 2024  | Laax              | Svizzera    | SBS   | Julia Marino               | Annika Morgan              | Anna Gasser       |
| 20 gennaio 2024  | Laax              | Svizzera    | HP    | Mitsuki Ono                | Bea Kim                    | Ruki Tomita       |
| 20 gennaio 2024  | Pamporovo         | Bulgaria    | PSL   | Ester Ledecká              | Ramona Theresia Hofmeister | Tsubaki Miki      |
| 21 gennaio 2024  | Pamporovo         | Bulgaria    | PSL   | Ester Ledecká              | Sabine Schöffmann          | Tsubaki Miki      |
| 25 gennaio 2024  | Rogla             | Slovenia    | PGS   | Tsubaki Miki               | Michelle Dekker            | Sabine Schöffmann |
| 26 gennaio 2024  | Sankt Moritz      | Svizzera    | SBX   | Eva Samková                | Sophie Hediger             | Chloé Trespeuch   |
| 27 gennaio 2024  | Simonhöhe         | Austria     | PGS   | Sabine Schöffmann          | Zuzana Maděrová            | Elisa Caffont     |
| 3 febbraio 2024  | Mammoth Mountain  | Stati Uniti | HP    | Mitsuki Ono                | Sena Tomita                | Maddie Mastro     |
| 3 febbraio 2024  | Gudauri           | Georgia     | SBX   | Chloé Trespeuch            | Eva Samková                | Sophie Hediger    |
| 4 febbraio 2024  | Gudauri           | Georgia     | SBX   | Charlotte Bankes           | Chloé Trespeuch            | Belle Brockhoff   |
| 10 febbraio 2024 | Calgary           | Canada      | HP    | Mitsuki Ono                | Maddie Mastro              | Sena Tomita       |
| 24 febbraio 2024 | Krynica-Zdrój     | Polonia     | PGS   | Ramona Theresia Hofmeister | Julie Zogg                 | Michelle Dekker   |
| 25 febbraio 2024 | Krynica-Zdrój     | Polonia     | PGS   | Tsubaki Miki               | Daniela Ulbing             | Ladina Jenny      |
| 2 marzo 2024     | Sierra Nevada     | Spagna      | SBX   | Charlotte Bankes           | Eva Samková                | Chloé Trespeuch   |
| 3 marzo 2024     | Sierra Nevada     | Spagna      | SBX   | Michela Moioli             | Josie Baff                 | Charlotte Bankes  |
| 9 marzo 2024     | Winterberg        | Germania    | PSL   | Ester Ledecká              | Sabine Schöffmann          | Lucia Dalmasso    |
| 9 marzo 2024     | Cortina d'Ampezzo | Italia      | SBX   | Charlotte Bankes           | Eva Samková                | Michela Moioli    |
| 15 marzo 2024    | Tignes            | Francia     | SBS   | Kokomo Murase              | Miyabi Onitsuka            | Reira Iwabuchi    |
| 16 marzo 2024    | Montafon          | Austria     | SBX   | Michela Moioli             | Charlotte Bankes           | Josie Baff        |
| 17 marzo 2024    | Montafon          | Austria     | SBX   | Chloé Trespeuch            | Lindsey Jacobellis         | Josie Baff        |
| 23 marzo 2024    | Silvaplana        | Svizzera    | SBS   | Reira Iwabuchi             | Kokomo Murase              | Anna Gasser       |
| 23 marzo 2024    | Mont-Sainte-Anne  | Canada      | SBX   | Charlotte Bankes           | Chloé Trespeuch            | Léa Casta         |
| 24 marzo 2024    | Mont-Sainte-Anne  | Canada      | SBX   | Charlotte Bankes           | Michela Moioli             | Josie Baff        |

Legenda: 

PGS = Slalom gigante parallelo 

PSL = Slalom parallelo 

SBX = Snowboard cross 

HP = Halfpipe 

SBS = Slopestyle 

BA = Big air

### Classifiche

#### Generale parallelo
| Pos. | Nome                       | Nazione     | Punti |
| ---- | -------------------------- | ----------- | ----- |
| 1    | Ramona Theresia Hofmeister | Germania    | 786   |
| 2    | Tsubaki Miki               | Giappone    | 639   |
| 3    | Sabine Schöffmann          | Austria     | 638   |
| 4    | Lucia Dalmasso             | Italia      | 580   |
| 5    | Julie Zogg                 | Svizzera    | 469   |
| 6    | Michelle Dekker            | Paesi Bassi | 398   |
| 7    | Daniela Ulbing             | Austria     | 383   |
| 8    | Zuzana Maděrová            | Rep. Ceca   | 353   |
| 9    | Jasmin Coratti             | Italia      | 348   |
| 10   | Ladina Jenny               | Svizzera    | 339   |

#### Generale freestyle
| Pos. | Nome            | Nazione     | Punti |
| ---- | --------------- | ----------- | ----- |
| 1    | Kokomo Murase   | Giappone    | 425   |
| 2    | Mitsuki Ono     | Giappone    | 380   |
| 3    | Reira Iwabuchi  | Giappone    | 366   |
| 4    | Miyabi Onitsuka | Giappone    | 305   |
| 5    | Maddie Mastro   | Stati Uniti | 292   |
| 6    | Mia Brookes     | Regno Unito | 282   |
| 7    | Bea Kim         | Stati Uniti | 280   |
| 8    | Anna Gasser     | Austria     | 280   |
| 9    | Laurie Blouin   | Canada      | 267   |
| 10   | Mari Fukada     | Giappone    | 235   |

#### Gigante parallelo
| Pos. | Nome                       | Nazione  | Punti |
| ---- | -------------------------- | -------- | ----- |
| 1    | Ramona Theresia Hofmeister | Germania | 429   |
| 2    | Tsubaki Miki               | Giappone | 423   |
| 3    | Lucia Dalmasso             | Italia   | 330   |
| 4    | Daniela Ulbing             | Austria  | 322   |
| 5    | Sabine Schöffmann          | Austria  | 306   |

#### Slalom parallelo
| Pos. | Nome                       | Nazione   | Punti |
| ---- | -------------------------- | --------- | ----- |
| 1    | Ramona Theresia Hofmeister | Germania  | 357   |
| 2    | Sabine Schöffmann          | Austria   | 332   |
| 3    | Ester Ledecká              | Rep. Ceca | 300   |
| 4    | Lucia Dalmasso             | Italia    | 250   |
| 5    | Tsubaki Miki               | Giappone  | 216   |

#### Snowboard cross
| Pos. | Nome             | Nazione     | Punti |
| ---- | ---------------- | ----------- | ----- |
| 1    | Chloé Trespeuch  | Francia     | 792   |
| 2    | Charlotte Bankes | Regno Unito | 757   |
| 3    | Michela Moioli   | Italia      | 704   |
| 4    | Josie Baff       | Australia   | 608   |
| 5    | Eva Samková      | Rep. Ceca   | 573   |

#### Halfpipe
| Pos. | Nome           | Nazione     | Punti |
| ---- | -------------- | ----------- | ----- |
| 1    | Mitsuki Ono    | Giappone    | 380   |
| 2    | Maddie Mastro  | Stati Uniti | 260   |
| 3    | Bea Kim        | Stati Uniti | 230   |
| 4    | Sena Tomita    | Giappone    | 208   |
| 5    | Brooke D'Hondt | Canada      | 149   |

#### Slopestyle
| Pos. | Nome            | Nazione  | Punti |
| ---- | --------------- | -------- | ----- |
| 1    | Kokomo Murase   | Giappone | 225   |
| 2    | Reira Iwabuchi  | Giappone | 160   |
| 3    | Annika Morgan   | Germania | 144   |
| 4    | Laurie Blouin   | Canada   | 140   |
| 5    | Miyabi Onitsuka | Giappone | 139   |

#### Big air
| Pos. | Nome            | Nazione     | Punti |
| ---- | --------------- | ----------- | ----- |
| 1    | Mia Brookes     | Regno Unito | 250   |
| 2    | Mari Fukada     | Giappone    | 215   |
| 3    | Reira Iwabuchi  | Giappone    | 206   |
| 4    | Kokomo Murase   | Giappone    | 200   |
| 5    | Miyabi Onitsuka | Giappone    | 180   |

## Misto

### Risultati
| Data             | Località       | Nazione  | Spec. | Primo                                          | Secondo                                 | Terzo                                                   |
| ---------------- | -------------- | -------- | ----- | ---------------------------------------------- | --------------------------------------- | ------------------------------------------------------- |
| 2 dicembre 2023  | Les Deux Alpes | Francia  | SBX   | Regno Unito 1 Huw Nightingale Charlotte Bankes | Francia 2 Loan Bozzolo Chloé Trespeuch  | Stati Uniti 1 Jake Vedder Lindsey Jacobellis            |
| 17 dicembre 2023 | Cervinia       | Italia   | SBX   | Italia 1 Omar Visintin Michela Moioli          | Francia 1 Loan Bozzolo Chloé Trespeuch  | Svizzera 1 Kalle Koblet Sina Siegenthaler               |
| 17 gennaio 2024  | Bad Gastein    | Austria  | PSL   | Austria 1 Andreas Prommegger Sabine Schöffmann | Italia 3 Daniele Bagozza Lucia Dalmasso | Germania 1 Stefan Baumeister Ramona Theresia Hofmeister |
| 28 gennaio 2024  | Simonhöhe      | Austria  | PSL   | Austria 1 Andreas Prommegger Sabine Schöffmann | Svizzera 2 Dario Caviezel Ladina Jenny  | Germania 1 Elias Huber Ramona Theresia Hofmeister       |
| 10 marzo 2024    | Winterberg     | Germania | PSL   | Italia 3 Daniele Bagozza Lucia Dalmasso        | Slovenia 1 Tim Mastnak Glorija Kotnik   | Italia 1 Maurizio Bormolini Elisa Caffont               |

Legenda: 

PSL = Slalom parallelo

SBX = Snowboard cross

### Classifiche

#### Parallelo misto
| Pos. | Nazione    | Punti |
| ---- | ---------- | ----- |
| 1    | Austria 1  | 245   |
| 2    | Italia 2   | 165   |
| 3    | Germania 1 | 160   |
| 4    | Italia 1   | 160   |
| 5    | Slovenia 1 | 138   |

## Coppa delle Nazioni

### Classifiche

#### Generale
| Pos. | Nazione     | Punti |
| ---- | ----------- | ----- |
| 1    | Italia      | 4891  |
| 2    | Austria     | 4804  |
| 3    | Giappone    | 4443  |
| 4    | Stati Uniti | 3541  |
| 5    | Canada      | 3384  |

#### Freestyle
| Pos. | Nazione     | Punti |
| ---- | ----------- | ----- |
| 1    | Giappone    | 4761  |
| 2    | Stati Uniti | 2643  |
| 3    | Canada      | 1672  |
| 4    | Australia   | 966   |
| 5    | Svizzera    | 928   |

#### Parallelo
| Pos. | Nazione  | Punti |
| ---- | -------- | ----- |
| 1    | Austria  | 4586  |
| 2    | Italia   | 4193  |
| 3    | Germania | 1889  |
| 4    | Svizzera | 1488  |
| 5    | Slovenia | 1133  |

#### Snowboard cross
| Pos. | Nazione     | Punti |
| ---- | ----------- | ----- |
| 1    | Francia     | 4026  |
| 2    | Australia   | 2381  |
| 3    | Italia      | 1975  |
| 4    | Stati Uniti | 1825  |
| 5    | Austria     | 1754  |